# Tadesse Abraham
Tadesse Abraham (Asmara, 12 augustus 1982) is een atleet uit Eritrea, die sinds 2014 uitkomt voor Zwitserland. Hij is gespecialiseerd in de lange afstanden. Hij nam tweemaal deel aan de Olympische Spelen, maar won hierbij geen medailles.

## Biografie
Abraham won onder andere de halve marathon van Barcelona, de Greifenseelauf en de marathon van Zürich. Hij werd tweede in de marathon van Seoel in 2009.
In 2015 nam hij deel aan de wereldkampioenschappen op de marathon, waar hij als negentiende eindigde.
Zijn belangrijkste titel behaalde Abraham in 2016 tijdens de Europese kampioenschappen in Amsterdam, waar hij Europees kampioen werd op de halve marathon.
Op de Olympische Spelen van 2016 in Rio de Janeiro eindigde hij als zevende op de marathon.
Abraham is aangesloten bij LC Uster.

## Titels
- Europees kampioen halve marathon - 2016
- Zwitsers kampioen marathon - 2009, 2013, 2022
- Zwitsers kampioen halve marathon - 2015
- Zwitsers kampioen 10 km - 2013, 2015, 2020
- Zwitsers kampioen 10.000 m - 2010, 2012, 2014

## Persoonlijke records
Baan
| Onderdeel | Prestatie | Datum             | Plaats  |
| --------- | --------- | ----------------- | ------- |
| 3000 m    | 8.20,58   | 20 juni 2020      | Allmend |
| 5000 m    | 14.09,48  | 11 september 2020 | Bazel   |
| 10.000 m  | 28.41,37  | 6 juni 2015       | Chia    |

Weg
| Onderdeel      | Prestatie       | Datum            | Plaats    |
| -------------- | --------------- | ---------------- | --------- |
| 8 km           | 22.54           | 19 november 2016 | Bulle     |
| 10 km          | 28.28           | 23 maart 2013    | Uster     |
| 15 km          | 43.45           | 17 maart 2018    | Kerzers   |
| 10 Eng. mijl   | 47.12           | 2 september 2012 | Tilburg   |
| 20 km          | 59.28           | 7 november 2021  | Genève    |
| halve marathon | 1:00.42 (ex-NR) | 15 februari 2015 | Barcelona |
| 25 km          | 1:14.32         | 20 maart 2016    | Seoel     |
| 30 km          | 1:29.33         | 20 maart 2016    | Seoel     |
| marathon       | 2:05.01 (NR)    | 10 maart 2024    | Barcelona |

## Palmares

### 10.000 m
- 2010:  Zwitserse kamp. - 29.31,14
- 2011:  Zwitserse kamp. - 29.51,15
- 2012:  Zwitserse kamp. - 29.15,46
- 2014:  Zwitserse kamp. - 29.05,62
- 2015: 4e Europacup in Cagliari - 28.41,37

### 10 km
- 2005:  Murianer Herbstlauf - 31.35,4
- 2006:  Münsinger Dorflauf in Münsingen - 30.18,9
- 2006:  Carouge Run to Run - 29.28,3
- 2008:  Rotseelauf in Ebikon - 31.52,0
- 2008:  Basler Stadtlauf in Basel - 28.59,7
- 2009:  Basler Stadtlauf in Basel - 28.45,8
- 2010:  Basler Stadtlauf in Basel - 29.24,9
- 2011: 5e Mattoni Grand Prix in Praag - 29.25
- 2011:  Basler Stadtlauf in Basel - 28.42,0
- 2012:  Münsingerlauf in Münsingen - 29.20,9
- 2013:  Zwitserse kamp. - 28.27,9
- 2014:  Les Foulées de Lac de Longemer in Xonrupt - 29.30
- 2015:  Zwitserse kamp. - 29.50,2
- 2015:  Course de Meinier - 30.10
- 2015: 5e Ottawa - 28.34,8

### 15 km
- 2013: 4e Kerzerslauf - 44.22,5

### 10 Eng. mijl
- 2005:  Grand Prix von Bern - 48.37,9
- 2006:  Baldeggerseelauf - 51.10,1
- 2006:  Hellebardenlauf - 50.40,6
- 2007:  Grand Prix von Bern - 49.27,9
- 2007:  Hellebardenlauf - 51.41,5
- 2007:  Aargauer Volkslauf - 53.17
- 2009:  Hellebardenlauf - 50.55,1
- 2011:  Grand Prix von Bern - 49.16,2
- 2012: 4e Grand Prix von Bern - 48.47,7
- 2012: 10e Tilburg Ten Miles - 47.12
- 2014:  Grand Prix von Bern - 48.32,6
- 2015:  Grand Prix von Bern - 47.57,6
- 2016: 5e Grand Prix von Bern - 49.21

### 20 km
- 2006:  Lausanne - 1:03.37

### halve marathon
- 2004:  halve marathon van Winterthur - 1:07.34,7
- 2004:  halve marathon van Lausanne - 1:04.51,8
- 2005: 4e Greifenseelauf - 1:04.52
- 2005:  halve marathon van Beinwil am See - 1:05.08,6
- 2006:  halve marathon van Geneve - 1:07.24,8
- 2006: 4e Greifenseelauf - 1:04.37
- 2006:  halve marathon van Beinwil am See - 1:06.31,9
- 2007: 4e Greifenseelauf - 1:04.56
- 2007:  halve marathon van Beinwil am See - 1:06.22,0
- 2008:  Greifenseelauf - 1:05.00
- 2008:  halve marathon van Beinwil am See - 1:06.43
- 2009: 4e halve marathon van Bogotá - 1:05.35
- 2009: 5e Greifenseelauf - 1:07.27,7
- 2010: 4e halve marathon van Yangzhou - 1:03.50
- 2010:  halve marathon van Beinwil am See - 1:04.49,4
- 2011:  Greifenseelauf - 1:03.59,5
- 2012:  Greifenseelauf - 1:03.41,8
- 2013:  halve marathon van Genève - 1:03.55
- 2013:  Greifenseelauf - 1:02.36,7
- 2014:  Greifenseelauf - 1:04.33,4
- 2014:  halve marathon van Beinwil am See - 1:03.23,5
- 2015:  halve marathon van Barcelona - 1:00.42
- 2015:  Greifenseelauf - 1:04.41,9
- 2015:  halve marathon van Beinwil am See - 1:04.07,7
- 2016:  halve marathon van Lugano - 1:01.29
- 2016:  EK - 1:02.03
- 2017:  Greifenseelauf - 1:03.19
- 2018:  Greifenseelauf - 1:03.37
- 2020: 51e WK

### 30 km
- 2013:  StraLugano - 1:30.04,4

### marathon
- 2009:  marathon van Zürich - 2:10.09,0
- 2009:  marathon van Gyeongju - 2:11.11
- 2010:  marathon van Otsu - 2:10.46
- 2010: 7e marathon van Berlijn - 2:09.24
- 2011: 5e Toronto Waterfront Marathon - 2:12.47,4
- 2012: 7e marathon van Daegu - 2:10.26
- 2013:  marathon van Zürich - 2:07.44,4
- 2014: 9e EK - 2:15.05
- 2015: 10e marathon van Seoel - 2:11.37
- 2015: 19e WK - 2:19.25
- 2016: 4e marathon van Seoel - 2:06.40
- 2016: 7e OS - 2:11.42
- 2017: 5e marathon van New York - 2:12.01
- 2018:  EK - 2:11.24
- 2019: 10e marathon van Dubai - 2:09.50
- 2019:  marathon van Wenen - 2:07.24
- 2019: 9e WK - 2:11.58
- 2021: DNF OS
- 2021: 6e marathon van Wenen - 2:12.26
- 2022:  marathon van Zürich - 2:06.38
- 2024:  marathon van Barcelona - 2:05.01